# Джанлуиджи Буфон
Джанлуиджи Буфон (на италиански: Gianluigi Buffon) е бивш италиански футболист, вратар. Роден е на 28 януари 1978 г. в град Карара.
Капитан е на Италия от 2010 г. до 2017 г. Изиграл е рекордните 175 мача за „Скуадра Адзура“ в периода от 1997 до 2017 г. и е взел участие на пет световни и четири европейски първенства. Изиграва и рекордните 641 мача в Серия А като само Малдини има записани повече – 647.
Според много специалисти и фенове е един от най-добрите вратари в историята на футбола, като е печелил приза Вратар на годината в Серия А рекордни осем пъти. Буфон става световен шампион с Италия през 2006 г. През 2013 г. е обявен за най-добрия вратар на 21 век от Международната федерация по футболна история и статистика.

## Клубна кариера

### Парма
Буфон започва кариерата си в юношеските формации на Парма през 1991 г., когато е на 13-годишна възраст. През 1995 г., 17-годишен, той дебютира в Серия А с представителния отбор на Парма, в мач срещу Милан. Впоследствие той се налага като титулярен вратар и записва над 200 мача за „Кръстоносците“ във всички турнири.
В четвъртия си сезон с Парма печели Купата на УЕФА.

### Ювентус
Още с пристигането си в Юве, Буфон вече е титуляр, като в първия си сезон със „Старата госпожа“ записва 45 мача във всички турнири, печелейки Скудетото. В следващия сезон неговият отбор отново печели Серия А, също така достига и финал на Шампионската лига, но губи от Милан. През 2003 г. печели приза на УЕФА за Най-полезен играч и за Най-добър вратар, а през 2006 г. – Играч на годината в Европа (Сребърната топка).
Буфон остава в Ювентус след наказанието им, което ги праща в Серия Б, като спомага отборът да завърши на първо място и още на следващия сезон Ювентус се завръща в Серия А. На 23 януари 2013 г. удължава договора си с Ювентус до 2015 г. През 2014 година печели Серия А за пети път с екипа на Ювентус. На 19 май 2018 г. Буфон играе за последен път с екипа на Ювентус срещу Верона като печели за девети път Серия А.

### Пари Сен Жермен
Буфон пристига в Пари Сен Жермен под свободен трансфер през 2018 от Ювентус.

### Ювентус
Буфон се завръща в отбора на Ювентус през юли, 2019 година след една година престой в ПСЖ. Футболистът се съгласява да бъде резерва на Войчех Шченсни, като в договора му се казва, че трябва да изиграе поне 8 мача в Серия А, за да мине рекорда по брой изиграни минути, принадлежащ на Паоло Малдини. „Джиджи“ обявява, че след сезона ще сложи край на кариерата си.

## Национален отбор
Буфон регистрира първото си участие за националния отбор на Италия на 29 октомври 1997 г., като заменя контузения Джанлука Палиука в мач срещу Русия.
Представлявал е Италия на Летните олимпийски игри 1996, Евро 2004, Евро 2008, Евро 2012, Евро 2016, СП 2002, СП 2006, СП 2010, СП 2014.
С Италия става световен шампион на СП 2006, като регистрира пет чисти врати и само два допуснати гола във всички мачове от първенството – при това единият е автогол, а другият от дузпа. С това печели наградата „Яшин“ за най-добър вратар на шампионата.
Избран е като капитан на отбора на Италия за Евро 2008, след като Фабио Канаваро отпада от състава поради контузия.
На 10 септември 2013 г. Буфон изравнява рекорда на Фабио Канаваро по брой изиграни мачове (136) за националния отбор, след което и подобрява въпросния рекорд.
На 13 ноември 2017 г. Буфон прекратява кариерата си като национал след като Италия отпада на баражите за световното първенство в Русия през 2018 г. Записал е рекордните 175 мача за период от 20 години.

## Личен живот
Буфон произлиза от спортно семейство, като майка му е дискохвъргачка, а баща му е щангист. Двете му сестри са се занимавали с волейбол, а чичо му с баскетбол. Футболната легенда Лоренцо Буфон е братовчед на дядо му.
На 16 юни 2011 г. се жени за чешкия модел Алена Середова, от която има двама сина, Луис Томас (чието второ име е избрано в чест на идола на Буфон – вратаря на Камерун на СП'82 Томас Н'Коно) и Давид Лий. Двамата се разделят през 2014 г. Понастоящем е в сантиментална връзка с журналистката на Sky Илариа Д'Амико, от която има трети син.

## Статистика

### Клубна кариера
Информацията е актуална към 19 май 2018 г.
| Клуб              | Сезон             | Шампионат | Шампионат | Купа на Италия | Купа на Италия | Европейски турнири1 | Европейски турнири1 | Други турнири2 | Други турнири2 | Общо   | Общо      |
| Клуб              | Сезон             | Мачове    | Доп. гол. | Мачове         | Доп. гол.      | Мачове              | Доп. гол.           | Мачове         | Доп. гол.      | Мачове | Доп. гол. |
| ----------------- | ----------------- | --------- | --------- | -------------- | -------------- | ------------------- | ------------------- | -------------- | -------------- | ------ | --------- |
| Парма             | 1995 – 96         | 9         | 6         | 0              | 0              | 0                   | 0                   | –              | –              | 9      | 6         |
| Парма             | 1996 – 97         | 27        | 17        | 0              | 0              | 1                   | 1                   | 0              | 0              | 28     | 18        |
| Парма             | 1997 – 98         | 32        | 33        | 6              | 6              | 8                   | 6                   | –              | –              | 46     | 45        |
| Парма             | 1998 – 99         | 34        | 36        | 6              | 4              | 11                  | 10                  | –              | –              | 51     | 50        |
| Парма             | 1999 – 00         | 32        | 36        | 0              | 0              | 9                   | 9                   | 2              | 4              | 43     | 49        |
| Парма             | 2000 – 01         | 34        | 31        | 2              | 2              | 7                   | 7                   | –              | –              | 43     | 40        |
| Парма             | Общо              | 168       | 159       | 14             | 16             | 36                  | 33                  | 2              | 4              | 220    | 212       |
| Ювентус           | 2001 – 02         | 34        | 23        | 1              | 1              | 10                  | 12                  | –              | –              | 45     | 36        |
| Ювентус           | 2002 – 03         | 32        | 23        | 0              | 0              | 15                  | 16                  | 1              | 1              | 48     | 40        |
| Ювентус           | 2003 – 04         | 32        | 41        | 0              | 0              | 6                   | 6                   | 1              | 1              | 39     | 48        |
| Ювентус           | 2004 – 05         | 37        | 23        | 0              | 0              | 11                  | 6                   | –              | –              | 48     | 29        |
| Ювентус           | 2005 – 06         | 18        | 12        | 2              | 3              | 4                   | 6                   | 0              | 0              | 24     | 21        |
| Ювентус           | 2006 – 07         | 37        | 21        | 3              | 4              | –                   | –                   | –              | –              | 40     | 25        |
| Ювентус           | 2007 – 08         | 34        | 30        | 1              | 1              | –                   | –                   | –              | –              | 35     | 31        |
| Ювентус           | 2008 – 09         | 23        | 26        | 2              | 2              | 5                   | 4                   | –              | –              | 30     | 32        |
| Ювентус           | 2009 – 10         | 27        | 33        | 1              | 2              | 7                   | 8                   | –              | –              | 35     | 43        |
| Ювентус           | 2010 – 11         | 16        | 17        | 1              | 0              | –                   | –                   | –              | –              | 17     | 17        |
| Ювентус           | 2011 – 12         | 35        | 16        | 0              | 0              | –                   | –                   | –              | –              | 35     | 16        |
| Ювентус           | 2012 – 13         | 32        | 19        | 1              | 0              | 10                  | 8                   | 1              | 2              | 44     | 29        |
| Ювентус           | 2013 – 14         | 33        | 20        | 0              | 0              | 14                  | 13                  | 1              | 0              | 48     | 33        |
| Ювентус           | 2014 – 15         | 33        | 20        | 0              | 0              | 13                  | 10                  | 1              | 2              | 47     | 32        |
| Ювентус           | 2015 – 16         | 35        | 17        | 0              | 0              | 8                   | 9                   | 1              | 0              | 44     | 26        |
| Ювентус           | 2016 – 17         | 28        | 21        | 0              | 0              | 10                  | 2                   | 1              | 1              | 39     | 24        |
| Ювентус           | 2017 – 18         | 21        | 14        | 3              | 0              | 9                   | 11                  | 1              | 3              | 34     | 28        |
| Ювентус           | Общо              | 509       | 379       | 15             | 13             | 124                 | 116                 | 8              | 10             | 656    | 518       |
| Общо за кариерата | Общо за кариерата | 677       | 538       | 29             | 25             | 160                 | 149                 | 10             | 14             | 876    | 726       |

1Европейските турнири включват Шампионска лига и Купа на УЕФА

2Други турнири включват Суперкупа на Италияи плейови в Серия А

### Национален отбор
| Италия | Италия | Италия    |
| Година | Мачове | Доп. гол. |
| ------ | ------ | --------- |
| 1997   | 1      | 1         |
| 1998   | 3      | 1         |
| 1999   | 8      | 8         |
| 2000   | 4      | 3         |
| 2001   | 7      | 4         |
| 2002   | 12     | 12        |
| 2003   | 7      | 1         |
| 2004   | 12     | 11        |
| 2005   | 3      | 0         |
| 2006   | 15     | 10        |
| 2007   | 8      | 6         |
| 2008   | 9      | 9         |
| 2009   | 11     | 10        |
| 2010   | 2      | 3         |
| 2011   | 10     | 4         |
| 2012   | 12     | 11        |
| 2013   | 16     | 19        |
| 2014   | 9      | 6         |
| 2015   | 8      | 8         |
| 2016   | 13     | 12        |
| 2017   | 8      | 5         |
| Общо   | 175    | 144       |

## Успехи

### Парма
- Лига Европа – 1 (1999)
- Купа на Италия – 1 (1999)
- Суперкупа на Италия – 1 (1999)

### Ювентус
- Серия А – 10 (2002, 2003, 2012, 2013, 2014, 2015, 2016, 2017, 2018, 2020)
- Серия Б – 1 (2007)
- Купа на Италия – 5 (2014/15, 2015/16, 2016/17, 2017/18, 2020/21)
- Суперкупа на Италия – 6 (2002, 2003, 2012, 2013, 2015, 2020)

### Пари Сен Жермен
- Лига 1 (1): 2018/19
- Суперкупа на Франция (1): 2018

### Национален отбор
- Световно първенство – 1 (2006)
- Европейско първенство – сребро (2012)
- Европейско първенство за младежи – 1 (1996)
- Купа на конфедерациите – бронз (2013)

### Индивидуални
- Най-добър млад футболист в Европа – 1 (1999)
- Идеален отбор за годината на ФИФА – 3 (2006, 2007, 2017)
- Идеален отбор за годината на УЕФА – 3 (2003, 2004, 2006)
- Футболист на годината на УЕФА – 1 (2003)
- Вратар на годината на УЕФА – 1 (2003, 2017)
- Най-добър вратар за 21 век
- Най-добър вратар на Световното първенство – 1 (2006)
- Идеален отбор на Световното първенство – 1 (2006)
- Идеален отбор на Европейското първенство – 2 (2008, 2012)
- Вратар на годината в Серия А – 8 (1999, 2001, 2002, 2003, 2005, 2006, 2008, 2012)
- Вратар на годината според IFFHS – 5 (2002, 2003, 2004, 2006, 2007)
- Вратар на десетилетието според IFFHS – 1 (2000 – 2010)
- ФИФА 100

### Рекорди
- Футболистът с най-много мачове за Италия – 176
- Най-много мачове в Серия А – 648
- Най-много поредни минути без допуснат гол в Серия А – 974
- Вторият вратар в света играл на 5 световни първенства